# Nilla Pizzi
Adionilla Pizzi, más conocida como Nilla Pizzi, (Sant'Agata Bolognese, 16 de abril de 1919 - Milán, 12 de marzo de 2011) fue una cantante italiana.

## Biografía
Nació en Sant'Agata Bolognese, en la provincia de Bolonia, que fue particularmente famosa en su país en los años 1950 y 1960. Ganó la primera edición del Festival de San Remo en 1951, cantando «Grazie dei fiori», y  repitió el año siguiente, en 1952, cantando «Vola colomba». En este año otras dos canciones interpretadas por ella se quedaron en el segundo y tercer puesto.
Es considerada una de las cantantes históricas de la música italiana y llamada la "Reina de San Remo" por sus múltiples éxitos en el Festival. Su última aparición en el escenario de San Remo fue en 2010 para celebrar los 60 años del Festival.
Su mayor éxito fue «Papaveri e papere» siempre del Festival de San Remo de 1952.